# Pierre Souyri
Pierre Jacques Joseph Souyri, född 10 mars 1925 i Saint-Hippolyte i Aveyron, död 14 juli 1979 i Saint-Mamet-la-Salvetat i Cantal, var en fransk militant kommunist och författare. Under andra världskriget deltog han i motståndsrörelsen. Souyri använde sig emellanåt av pseudonymen Pierre Brune.

## Biografi
Pierre Souyri föddes i Saint-Hippolyte år 1925. Mellan 1942 och 1944 var han med i Franska kommunistpartiet och medlem i motståndsrörelsen Francs-tireurs et partisans. Efter andra världskriget var han en kort tid med i ett trotskistiskt parti för att år 1948 gå med i det kortlivade socialistiska Rassemblement démocratique révolutionnaire. År 1952 gick han med i gruppen Socialisme ou Barbarie och blev skribent i dess tidskrift.
Souyri var flitig skribent i tidskriften Annales. Histoire, Sciences sociales.